# Quá trình đốt cháy carbon
Quá trình đốt cháy carbon hoặc phản ứng tổng hợp carbon là một tập hợp các phản ứng tổng hợp hạt nhân diễn ra trong lõi của các ngôi sao lớn (ít nhất là 8 khối lượng Mặt Trời khi sinh) kết hợp carbon với các nguyên tố khác. Nó đòi hỏi nhiệt độ cao (> 5×108 K hoặc 50 keV) và mật độ cao (> 3×109 kg/m³).
Những số liệu cho nhiệt độ và mật độ tối thiểu chỉ là một hướng dẫn. Nhiều ngôi sao lớn hơn đốt cháy nhiên liệu hạt nhân của chúng nhanh hơn, vì họ phải bù lại lực hấp dẫn lớn hơn để giữ cân bằng thủy tĩnh (gần đúng). Điều đó thường có nghĩa là nhiệt độ cao hơn, mặc dù mật độ thấp hơn so với các ngôi sao nhỏ hơn. Để có được số liệu phù hợp cho một khối lượng cụ thể và một giai đoạn tiến hóa cụ thể, cần phải sử dụng mô hình sao số được tính toán với các thuật toán máy tính. Các mô hình như vậy liên tục được cải tiến dựa trên các thí nghiệm vật lý hạt nhân (đo tốc độ phản ứng hạt nhân) và quan sát thiên văn (bao gồm quan sát trực tiếp tổn thất khối lượng, phát hiện các sản phẩm hạt nhân từ các quan sát phổ sau khi các vùng đối lưu phát triển từ bề mặt đến phản ứng tổng hợp- các khu vực cháy - được gọi là các sự kiện nạo vét - và do đó đưa các sản phẩm hạt nhân lên bề mặt, và nhiều quan sát khác liên quan đến các mô hình).

## Sản phẩm phản ứng
Chuỗi phản ứng này có thể được hiểu bằng cách nghĩ về hai hạt nhân carbon tương tác với nhau tạo thành trạng thái kích thích của hạt nhân Mg-24, sau đó phân rã theo một trong năm cách được liệt kê ở trên. Hai phản ứng đầu tiên tỏa nhiệt mạnh, được biểu thị bằng năng lượng dương lớn được giải phóng và là kết quả thường xuyên nhất của tương tác. Phản ứng thứ ba là phản ứng nhiệt mạnh, được biểu thị bằng năng lượng âm lớn cho thấy năng lượng được hấp thụ chứ không phải phát ra. Điều này làm cho nó ít có khả năng hơn, nhưng vẫn có thể xảy ra trong môi trường năng lượng cao của quá trình đốt cháy carbon. Nhưng việc tạo ra một vài neutron theo phản ứng này rất quan trọng, vì những neutron này có thể kết hợp với các hạt nhân nặng, xuất hiện với số lượng nhỏ trong hầu hết các ngôi sao, để tạo thành các đồng vị nặng hơn trong quá trình s.
Phản ứng thứ tư có thể được dự kiến là phổ biến nhất từ sự giải phóng năng lượng lớn của nó, nhưng thực tế nó cực kỳ không khả thi vì nó tiến hành thông qua tương tác điện từ, vì nó tạo ra một photon tia gamma, thay vì sử dụng lực mạnh giữa các hạt nhân cũng như hai phản ứng đầu tiên. Các hạt nhân trông lớn hơn rất nhiều so với các photon của năng lượng này. Tuy nhiên, Mg-24 được tạo ra trong phản ứng này là magnesi duy nhất còn lại trong lõi khi quá trình đốt cháy carbon kết thúc, vì Mg-23 là chất phóng xạ.
Phản ứng cuối cùng cũng rất khó xảy ra vì nó liên quan đến ba sản phẩm phản ứng, cũng như phản ứng nội nhiệt - nếu nghĩ về phản ứng xảy ra ngược lại, nó sẽ yêu cầu tất cả ba sản phẩm hội tụ cùng một lúc, ít có khả năng hơn là phản ứng với 2 sản phẩm.
Các proton được tạo ra bởi phản ứng thứ hai có thể tham gia phản ứng chuỗi proton-proton hoặc chu trình CNO, nhưng chúng cũng có thể bị Na-23 bắt giữ để tạo thành Ne-20 cộng với hạt nhân He-4. Trên thực tế, một phần đáng kể của Na-23 được tạo ra bởi phản ứng thứ hai được sử dụng theo cách này. Trong các ngôi sao có khối lượng từ 9 đến 11 khối lượng mặt trời, oxy (O-16) đã được tạo ra bởi phản ứng tổng hợp helium trong giai đoạn trước của quá trình tiến hóa sao đã tồn tại khá tốt trong quá trình đốt cháy carbon, mặc dù một số được sử dụng bởi bắt giữ hạt nhân He-4. Vì vậy, kết quả cuối cùng của quá trình đốt cháy carbon là hỗn hợp chủ yếu là oxy, neon, natri và magnesi.